# Meije (rivière)
Pour les articles homonymes, voir Meije.
La Meije est une rivière néerlandaise de la Hollande-Méridionale. Elle naît dans les lacs des Nieuwkoopse Plassen, puis poursuit un parcours sinueux vers le sud-ouest, en traversant le village-rue du même nom. À Zwammerdam, la Meije se jette dans le Vieux Rhin.

## Galerie

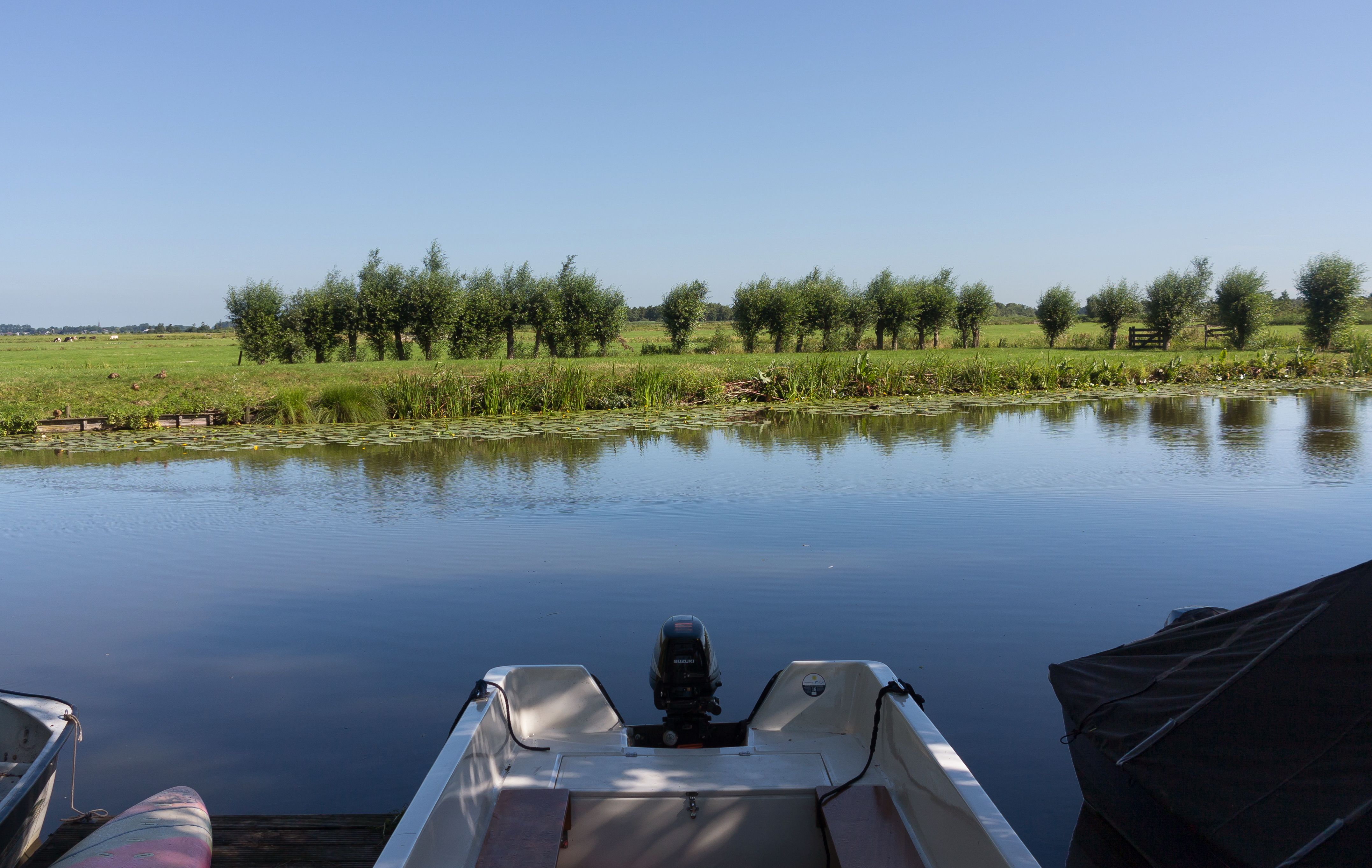
La Meije près Loonspuitbedrijf Kerkvliet BV
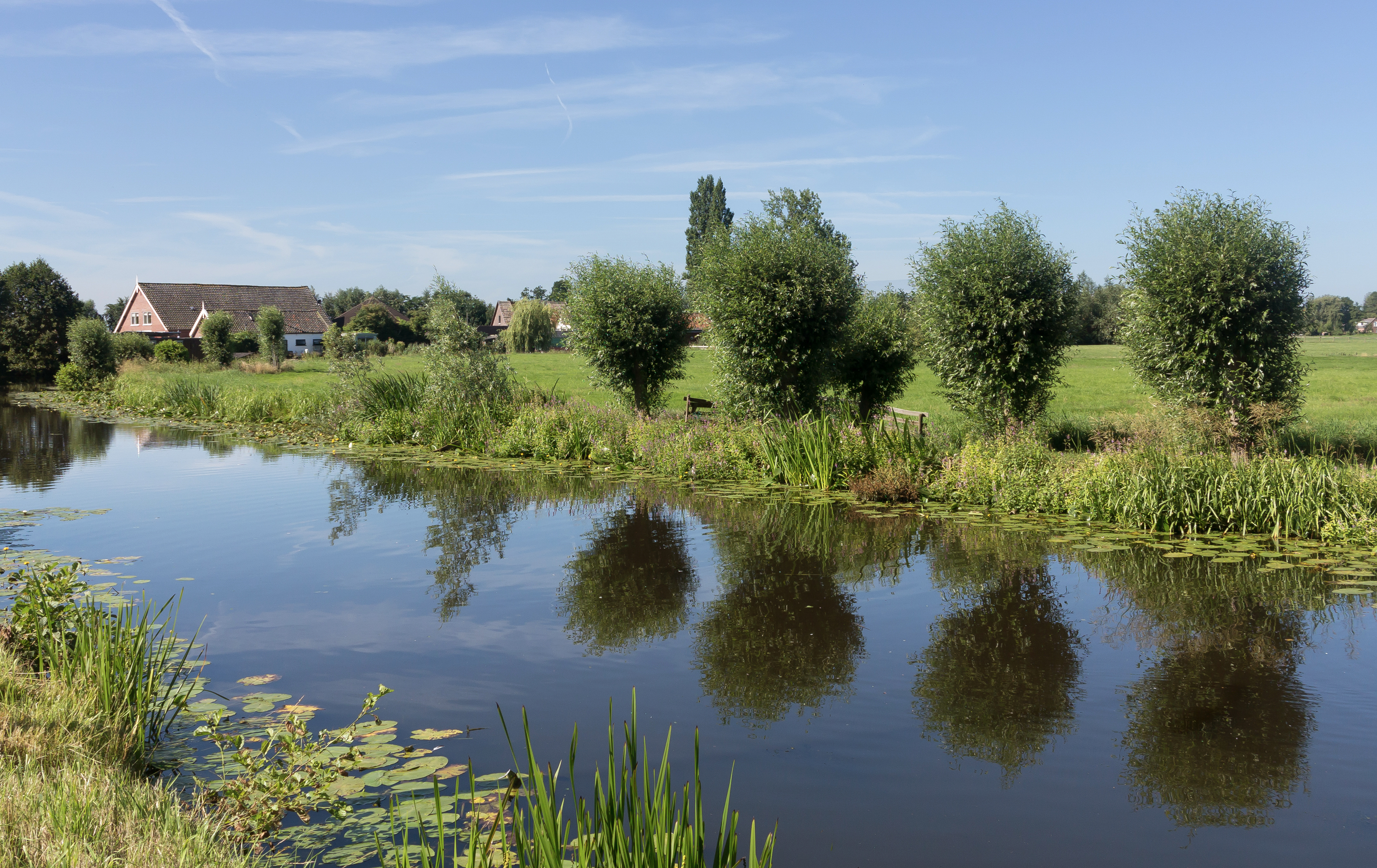
La Meije près Trendyard
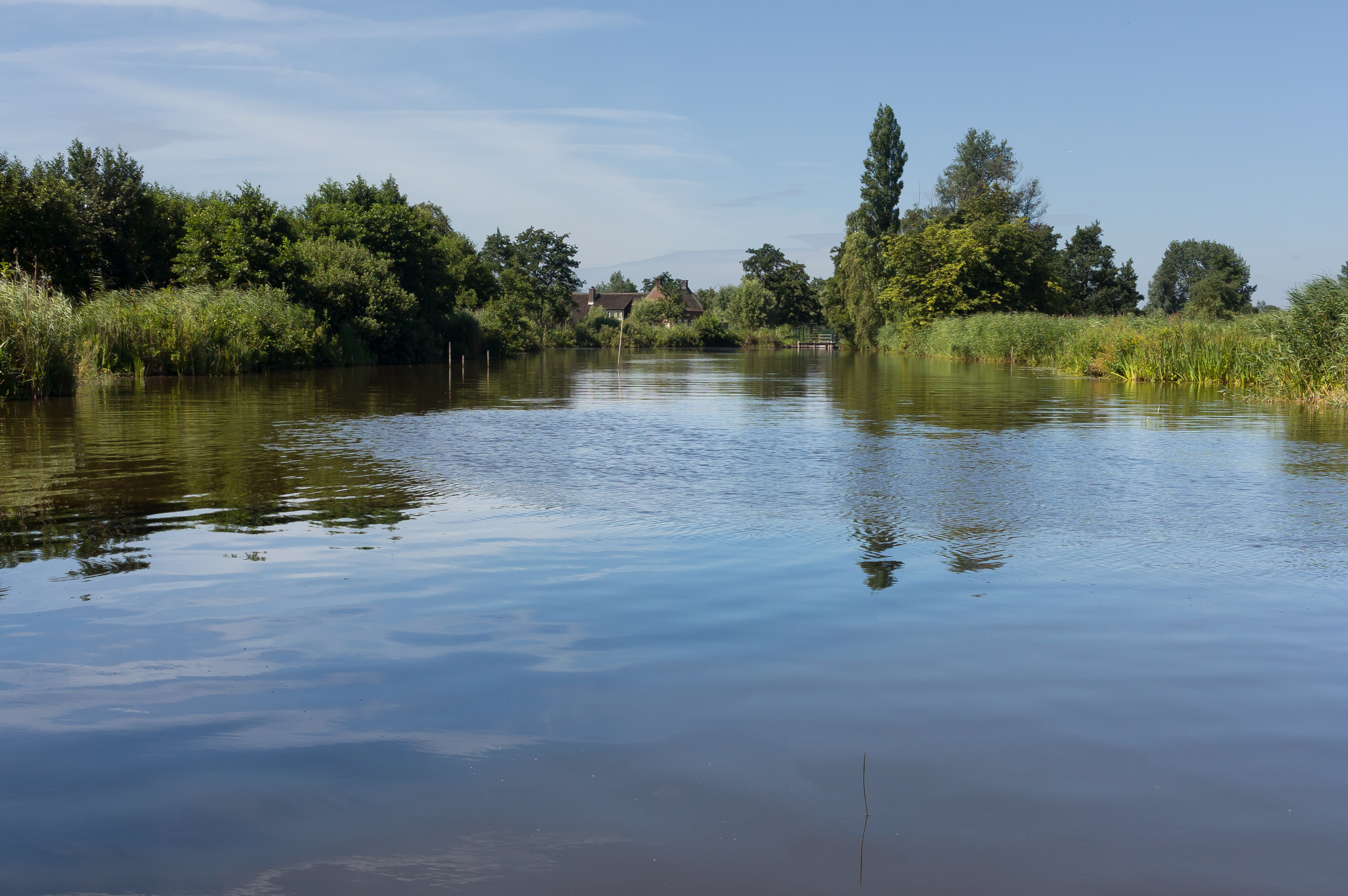
La Meije près de la rue de Bosweg à Woerdens Verlaat